# Comuna Colonești, Bacău
Colonești este o comună în județul Bacău, Moldova, România, formată din satele Călini, Colonești (reședința), Poiana, Satu Nou, Spria, Valea Mare și Zăpodia.

## Așezare
Comuna se află în extremitatea estică a județului, la limita cu județul Vaslui, în Podișul Bârladului, subunitatea Colinele Tutovei, în valea râului Zeletin. Este traversată de șoseaua județeană DJ241, care o leagă spre nord de Izvoru Berheciului și spre sud de Răchitoasa, Motoșeni, Glăvănești, Podu Turcului (unde se intersectează cu DN11A) și mai departe în județul Vrancea de Boghești și Tănăsoaia și în județul Galați de Gohor (unde se termină în DN24).

## Demografie
Componența etnică a comunei Colonești
     Români (90,92%)
     Alte etnii (0%)
     Necunoscută (9,08%)
Componența confesională a comunei Colonești
     Ortodocși (89,08%)
     Alte religii (1,84%)
     Necunoscută (9,08%)
Conform recensământului efectuat în 2021, populația comunei Colonești se ridică la 2.015 locuitori, în scădere față de recensământul anterior din 2011, când fuseseră înregistrați 2.106 locuitori. Majoritatea locuitorilor sunt români (90,92%), iar pentru 9,08% nu se cunoaște apartenența etnică. Din punct de vedere confesional, majoritatea locuitorilor sunt ortodocși (89,08%), iar pentru 9,08% nu se cunoaște apartenența confesională.

## Politică și administrație
Comuna Colonești este administrată de un primar și un consiliu local compus din 11 consilieri. Primarul, Iancu Valentin Mârzac[*], de la Partidul Social Democrat, este în funcție din 2004. Începând cu alegerile locale din 2024, consiliul local are următoarea componență pe partide politice:
|  | Partid                          | Consilieri | Componența Consiliului | Componența Consiliului | Componența Consiliului | Componența Consiliului | Componența Consiliului | Componența Consiliului | Componența Consiliului |
|  | ------------------------------- | ---------- | ---------------------- | ---------------------- | ---------------------- | ---------------------- | ---------------------- | ---------------------- | ---------------------- |
|  | Partidul Social Democrat        | 7          |                        |                        |                        |                        |                        |                        |                        |
|  | Partidul Național Liberal       | 2          |                        |                        |                        |                        |                        |                        |                        |
|  | Alianța pentru Unirea Românilor | 1          |                        |                        |                        |                        |                        |                        |                        |
|  | Partidul Ecologist Român        | 1          |                        |                        |                        |                        |                        |                        |                        |

## Istorie
La sfârșitul secolului al XIX-lea, comuna făcea parte din plasa Stănișești a județului Tecuci și era formată din satele Analogu, Corbu, Danciu, Panu, Poiana, Satu Nou, Spria de Jos, Spria de Sus, Târgu Colonești, Valea Mare, Valea lui Matei, Valea Morii și Zapodia, având în total 1925 de locuitori, ce trăiau în 610 case și 8 bordeie. În comună existau trei mori (una de apă pe Zeletin, una de vânt și una cu aburi), trei biserici (la Colonești, Corbu și Spria de Sus), și două școli — una la Spria de Sus construită în 1896 având 60 de elevi (dintre care 20 de fete) și una la Colonești deschisă în 1868 și care avea 36 de elevi (dintre care 6 fete) — iar principalul proprietar de pământuri era Ghiță Alexandrescu. Anuarul Socec din 1925 o consemnează în plasa Podu Turcului a aceluiași județ, având 1770 de locuitori în satele Danciu, Poiana, Satu Nou, Slobozia-Panu, Spria de Jos, Spria de Sus, Valea Mare, Valea lui Matei, Valea Morii și Zapodia și în cătunele Analog, Colonești și Corbu. Legea administrației din 1931 consemnează următoarea alcătuire: Analog, Colonești, Corbu, Călini, Danciu, Păruș, Poiana, Satu Nou, Spria de Jos, Spria de Sus, Slobozia-Panu, Tigăra, Valea Mare, Valea lui Matei, Valea Morii și Zăpodia.
În 1950, comuna a fost transferată raionului Răchitoasa din regiunea Bârlad și apoi (după 1952) din regiunea Bacău, apoi după desființarea acestui raion în 1956, raionului Bacău din regiunea Bacău. În 1968, a fost trecută la județul Bacău, tot atunci desființându-se și satele Analog, Danciu (comasate cu Satu Nou), Corbu, Păruș, Valea lui Matei (comasate cu Colonești), Spria de Sus (comasat cu Valea Mare), Valea Morii (comasat cu Călini) și Salcia (fost Salahoru; comasat cu Zăpodia), iar satele Spria de Jos și Slobozia-Panu au luat numele de Spria, respectiv Slobozia Nouă.

## Monumente istorice
Trei obiective din comuna Colonești au fost incluse în lista monumentelor istorice din județul Bacău ca monumente de interes local, toate aflate în Colonești fiind clasificate ca monumente de arhitectură: biserica de lemn „Sfântul Dumitru” (circa 1809), școala (1908) și biserica din paiantă și vălătuci „Sfântul Nicolae” (1673).